# نورکو (کالیفرنیا)
نورکو (به انگلیسی: Norco) شهری در شهرستان ریورساید، کالیفرنیا ایالت کالیفرنیا است که در سرشماری سال ۲۰۱۰ میلادی، ۲۷۰۶۳ نفر جمعیت داشته است.